# Janirella tuberculata
Janirella tuberculata är en kräftdjursart som beskrevs av Yakov Avadievich Birstein1963. Janirella tuberculata ingår i släktet Janirella och familjen Janirellidae. Inga underarter finns listade i Catalogue of Life.